# Ropica salomonum
Ropica salomonum är en skalbaggsart som beskrevs av Stefan von Breuning 1939. Ropica salomonum ingår i släktet Ropica och familjen långhorningar. Inga underarter finns listade i Catalogue of Life.